# Mettinia subocellifera
Mettinia subocellifera är en tvåvingeart som först beskrevs av Walker 1859.  Mettinia subocellifera ingår i släktet Mettinia och familjen lövflugor. Inga underarter finns listade i Catalogue of Life.